# Hieracium pietroszense
Hieracium pietroszense — вид рослин із родини айстрових (Asteraceae).

## Середовище проживання
Зростає у Європі (Німеччина, Австрія, Італія, Румунія, Словаччина, Україна).